# Tiahuanaco
Tiahuanaco (ajmara nyelven: Tiwanaku, ejtsd kb. „tivanaku”) egy preinka kultúra vallási és kultikus központja Bolíviában, a Titicaca-tavat körülvevő fennsíkon, 3900 méter magasságban. A város, amely virágkorát 400–900 között élte, kis mezőgazdasági településből fejlődött birodalmi fővárossá. Különleges kidolgozottságú diorit, bazalt, andezit és mészkő építményei – templomai, terei – a megalitikus építészet remekei. A mai látogatót megdöbbentik e „nem emberi léptékű, gigantikus kőtömbök (…), melyek még romos állapotukban is lenyűgözőek.” A város napjaink régészeti kutatásainak egyik legvitatottabb leletegyüttese: nincs tudományos magyarázat arra, hogy az írásbeliséget nem ismerő korabeli ajmara-indiánok miért és milyen technológiával emeltek ilyen óriási építményeket. Tiahuanaco romja 2000 óta része az UNESCO kulturális világörökségének.

## Fekvése
Tiahuanaco az andoki magas-fennsíkon (Altiplano), a Peru és Bolívia határán fekvő Titicaca-tó délkeleti csücskénél, a tótól 15 kilométerre délre, 3850 méter tengerszint feletti magasságban, Ingavi megyében, La Paztól 60 km-re nyugatra található. A Délközép-Andok kulturális hagyomány területén fekszik, körbevéve prekeramikus településekkel (Wankarani, Chiripa, Qaluyu, Pukara), valamint a régészetileg szorosan ide tartozó településekkel (Chiripa, Pajchiri).
A városnak szoros kereskedelmi kapcsolatai voltak már a legkorábbi, prekeramikus időkben a Közép-Andok kulturális hagyomány vidékeivel, a későbbi rivális Wari Birodalom területeivel, sőt a Felső-Amazonas vidékével is. Kereskedelmi útvonalaik mind a hegygerinceken, mind a tengerparton megtalálhatók, több köztes település feltárásával egyre valószínűbb a korai nagyarányú távolsági kereskedelem létezése.

## Elnevezése
A város eredeti nevéről semmit sem tudunk; bár létezik egy hipotézis, amely szerint Tiahuanaco eredeti elnevezése az ajmara taypiqala szó, jelentése: „kő a középpontban” – arra utalva, hogy a város a világ középpontjában áll.

## Története

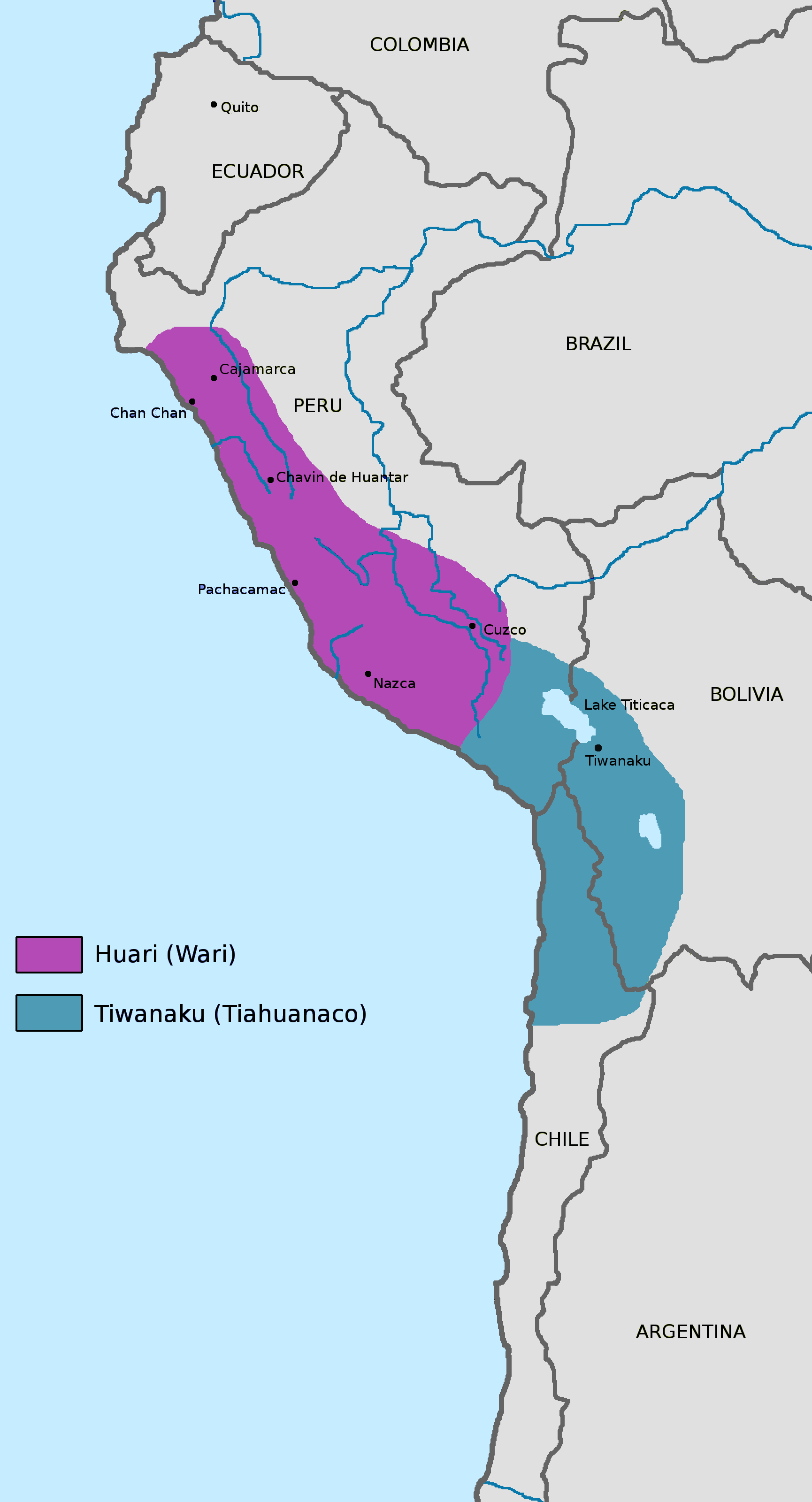
A Középső horizont területei

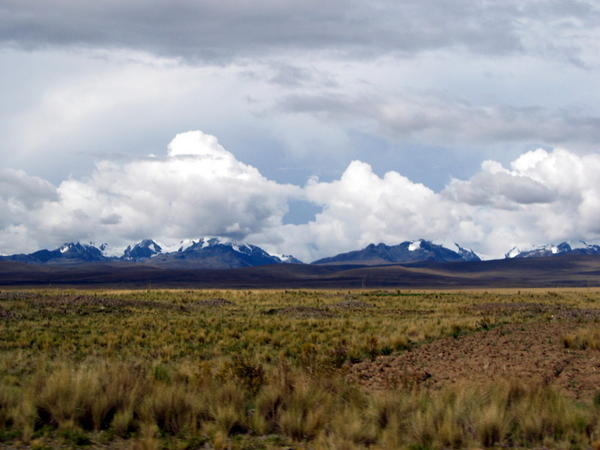
Az Altiplano magas-fennsík, háttérben a Kordillera Real havas csúcsaival

Az egykori Tiahuanaco a Titicaca-tó körül – Bolívia keleti, Peru délkeleti és Chile északi részén – kialakult prekolombiánus kultúra közigazgatási és vallási központja volt. A város és a kultúra kutatása teljesen összefonódik. A Tiahuanaco-kultúra többfázisú; eredete, illetve fejlődésének egyes korszakhatárai a mai napig komoly viták forrása a történészek között. A kutatók egy része úgy véli, hogy Tiauhanaco első települése a Chavín-korszakhoz (Kr. e. 1 évezredhez) köthető, míg a legmerészebb – Arthur Posnansky professzor (1873–1946) nevéhez kötődő – elképzelés Kr. e. 15 000-10 000 közé datálja a tiahuanacoi építmények korát.
A legelfogadottabb álláspont szerint a Tiahuanaco-kultúra kezdetei a Kr. e. 1200 körüli időszakra tehetők, mivel akkoriban már az itt élők öntözéses földművelést alkalmaztak. Tiahuanaco városa ekkortájt egy lehetett a Titicaca-tó mentén kialakuló települések között. A tópartot végig templomok romjai és kisebb nagyobb szentélyek szegélyezik, mert az Andok-beli népek hite szerint a Teremtő a tó vizéből emelkedett ki, hogy megformálja a földet és az első embereket.
A Kr. e. 1. évezred folyamán alakult ki a jellegzetes kőépítkezési stílus, amelyet süllyesztett udvarosnak neveznek. Az első ilyen lelőhely Chiripa település, Tiahuanacótól mintegy 80 km-re nyugatra.

### Kulturális fejlődés és mezőgazdaság
Tiahuanaco Kr. e. 300–Kr. u. 300 között fejlett mezőgazdasági várossá fejlődött, amelyben kulcsszerepet játszott a tó és a száraz magasföld közötti kedvező fekvése. A város eredetileg közvetlenül a tó déli végében, a partra épült és kikötővel is rendelkezett, ma a vízszint csökkenése miatt mintegy 15 kilométerre fekszik a tóparttól. A növényekben és állatokban – halakban, madarakban, lámákban – gazdag természetes környezetet fejlett mezőgazdálkodással gyarapították. A tiahuanacóiak remek mérnökök és gazdálkodók voltak: a Titicaca-tavat tápláló Katari folyó széles völgyét a város éléstárává fejlesztették, kiterjedt csatorna- és töltésrendszert építettek, hétezer hektáron termesztettek kukoricát, burgonyát, kinoát (dél-amerikai gabonafélét) és más haszonnövényeket.
A terület kutatói által suka kollus vagy camellones elnevezésű teraszos földművelési rendszert 6 méter széles, 200 m hosszú és 1 méter magas földsávokból álló töltésföldek alkották, amelyeket 3 méter széles csatornák választottak el egymástól. A csatornák nem csupán a teraszok öntözéséhez szükséges vizet, valamint a termőföld feltöltését és feljavítását szolgáló tápanyagban gazdag üledéket – nitrogénben és algákban gazdag szerves iszapot – biztosítottak a megmunkált területnek, hanem sajátos hőraktárként is funkcionáltak. A nappal elnyelt hőt éjszakánként visszasugározták, ezzel kiegyenlítették a hőingást és egy viszonylag állandó hőmérsékletű levegőréteget vontak a kultúrnövények fölé. Olyan egyenletes mikroklímát hoztak létre, „amely részint meghosszabbította a növények növekedési időszakát ezen a nagy magasságon, részint pedig hozzásegítette a gabonát ahhoz, hogy átvészelje a zordabb időszakokat is. A térség rendszeres aszályos időszakai során például a csatornák biztosították a szükséges nedvességet, ugyanakkor a töltések magassága megóvta a növényeket a rendszeres áradások legkellemetlenebb hatásaitól.”
Régészek és mezőgazdászok néhány évvel ezelőtt rekonstruálták ezeket a töltésföldeket. Míg a hagyományos növénytermesztéssel hektáronként 2,4 tonna, a modern mezőgazdasági technológiával 14,5 tonna burgonyát termesztettek, a tiahuanacóiak módszerével 21 tonna/hektár terméshozamot értek el. Hihetetlen, hogy ezt az egyszerű, ám ennyire hatékony mezőgazdasági technikát egy olyan régi kultúra fejlesztette ki, amelynek már a nevére sem emlékeznek. A földművelésből szerzett gazdagság révén fejlődött a város vallási és politikai központtá.
A népesség növekedésével törvényszerűen szükségessé vált a társadalmi feladatok elosztása. Megindult az elit és a dolgozó – földműves, szolgáló, pásztor – réteg szétválása. Tiahuanaco elitje kezdetben egy fallal és árokkal határolt, szigethez hasonlító területen élt. Az itt emelt hatalmas építmények – amelyek az emberiség kezdetének misztikus képeit formázták – használata e réteg kiváltsága volt. A nagyközönség csak ceremoniális alkalmakkor látogathatta a szent területet.

### Tiahuanaco felemelkedése és bukása

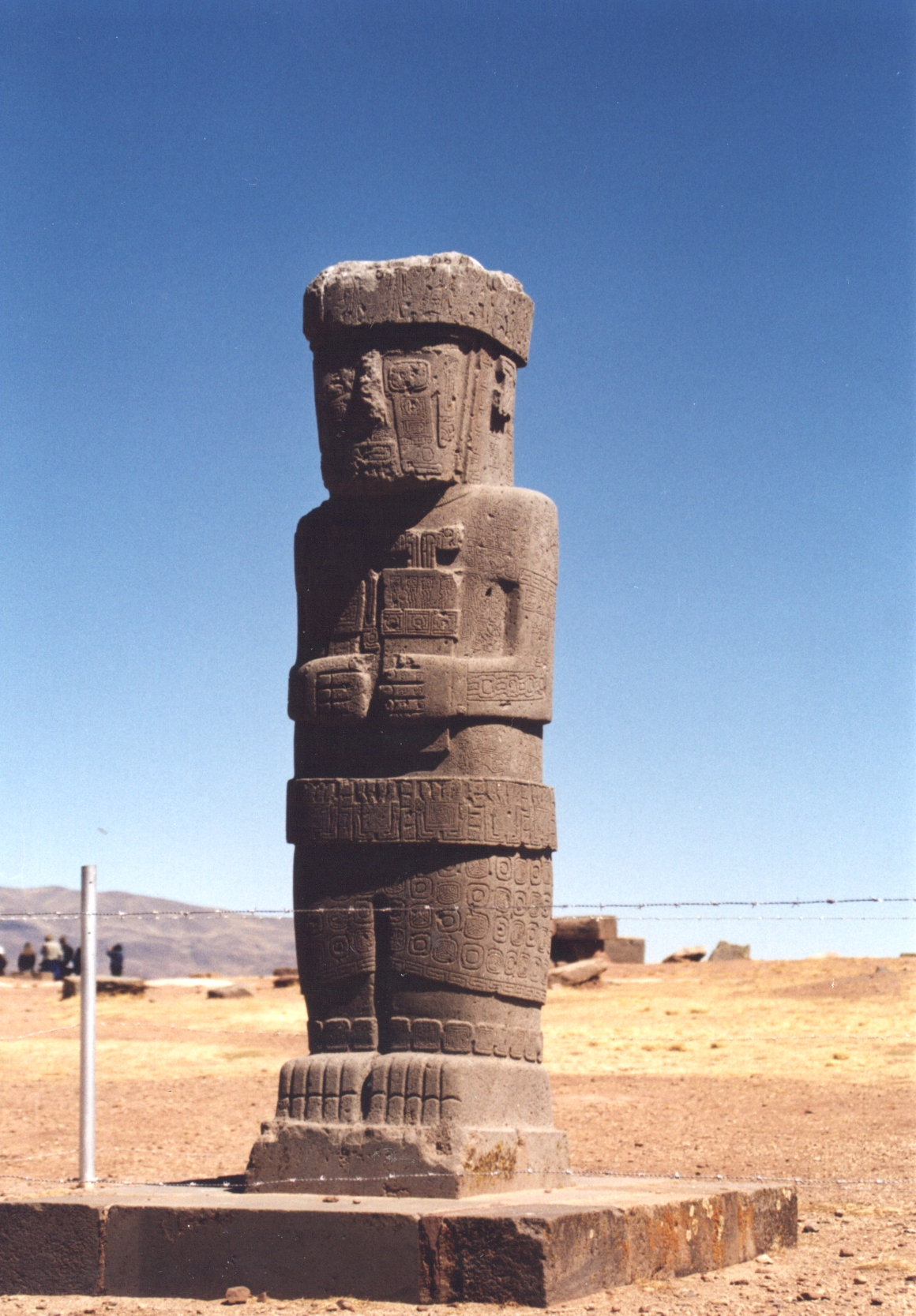
Hatalmas monolitokból faragott alakok őrzik a várost. A „Pap” szobra a Kalasasaya templom elsüllyedt kertjében áll.

400 körül Tiahuanaco az állam központi városa volt. Bár a tiahuanacói nem nevezhető erőszakos kultúrának, mégis ekkorra a vallást és a politikát ötvözve elnyomásuk alá vonták a környező népeket. Hatalmuk teljében a tiahuanacóiak az egész Titicaca medencét birtokolták, sőt délkeleten a mai Bolíviához, délnyugaton a mai Chiléhez tartozó területeket is leigáztak. Feltételezetten nem harcokkal, hanem a gazdasági megállapodásokkal, az ősök szelleméhez, kultuszához és mítoszaihoz kötődő tárgyak (kövek, szobrok, múmiák, csontok) összegyűjtésével, és rituális szokások kialakításával tartották hatalmuk alatt ezeket a területeket. Az így szerzett szimbólumokat, szobrokat sorra a fővárosba szállították és a szent területen, de Tiahuanaco isteneinek alárendelt helyen állították föl, ezzel hangsúlyozva vezető szerepüket. Tiahuanaco kultikus központ és szertartási centrum lett, amelynek hatalmas szentélyeit ünnepek illetve a vallási szertartások alkalmával zarándokok tömegei keresték fel. A zarándokok egy része a tavon át, nádcsónakokkal érkezhetett. Az ünnepek alkalmával a város vendégül látta az idelátogató zarándokokat, ami tovább emelte népszerűségüket.
„Tiahuanaco 600 és 700 között drámai változásokon ment keresztül; új monumentális formát teremtett a polgári építészetben és jelentősen megnövekedett az állandó lakosok száma.” Néhány kutató szerint ekkor új betelepülők érkeztek Nazca déli partvidékéről. Kiteljesedett a kézműipar és a kereskedelem: a Birodalom településeit Tiahuanacóval összekötő útvonalakat kővel borították; hatalmas lámakaravánok vitték az élelmiszert, gyapjút, a pazar szőtteseket, réz- és kerámia árukat. 800-ra a közösség városias méretűvé nőtt, és befolyása alá vonta az Andok déli területeit. Ekkoriban Tiahuanaco körülbelül 6,5 négyzetkilométeren terült el, és 15–30 ezer lakost számlált. Ugyanakkor a műholdas felvételek tanúsága szerint a töltésföldeken folytatott mezőgazdasági tevékenységet a Tiahuanaco környéki három völgyre is kiterjesztették, ami 285 000–1 482 000 ember eltartását is lehetővé tette. Az élelmiszer-felesleg egy részét tartósították és raktározták, másik részét szétosztották a birodalom területén élő lakosság, illetve a városba érkező zarándokok között. „Tiahuanacónak irgalmatlan sok kukorica, burgonya és koka kellett, hogy a szentélyekbe tóduló zarándokokat testileg-lelkileg jóllakassa” – véli John Janusek, a Vanderbilt Egyetem kutatója. Az élelmiszer elosztás, a nagy hasznot hozó háziasított alpaka gyapjú kereskedelme és a lámanyájak ellenőrzése a fővárosi elit kezében összpontosult. Az állatállomány rendkívül fontos szerepet töltött be a központ és a periférikus területek közötti árumozgásban, és egyben az elit és a dolgozó réteg közötti különbséget szimbolizálta.
Az elit hatalma az élelmiszer-felesleg elosztása révén 950-ig töretlenül erősödött. Ekkor valami drasztikus változás következtében a birodalom összeomlott. A régészeti kutatások azt bizonyítják, hogy a városépítő munka hirtelen szakadt meg; az épületek befejezetlenül maradtak. A birodalom hanyatlásának okait és időrendjét máig nem sikerült tisztázni: lehet, hogy 1000-1100 körül a szomszédos Wari Birodalom leigázta Tiahuanacót, vagy ismeretlen hódító elől menekültek el, vagy természeti csapás (például rettenetes aszály) vetett véget a város hat évszázadnyi virágzásának. Egyes kutatók kronológiái szerint azonban a Wari Birodalom egy (vagy akár két) évszázaddal hamarabb omlott össze. A birodalom helyét különböző főnökségi rendszerek vették át, amelyek közül legjelentősebbek a chimuk.
A 13. század elején új hatalom, a terjeszkedő Inka Birodalom foglalta el Tiahuanaco állam északi területeit. 1445-ben Pacsakutek Inka Yupanki (a kilencedik inka) hódította meg a Titicaca-régiót. Elfoglalta az elhagyatott várost és a Nap kultusza mellett a kecsua nyelvet is meghonosította. Az utolsó tiahuanacóiak beolvadtak vagy meghaltak.
Az első spanyol felfedezők a templomok és istenek nagyszerű városának látták Tiahauanacót. A romokról szóló első történelmi feljegyzést „India első krónikása”, Pedro Cieza de León konkvisztádor készítette 1549-ben, amikor az inka főváros, Collasuyo keresése közben megtalálták Tiahuanacót. Ezután a terület romlásnak indult, köveit a 20. századig a környező építkezéseken nyersanyagként használták fel. 

## Építészet és művészet
Tiahuanaco épületei kivételes kidolgozottságú megalitikus építmények. Alapanyaguk gondosan megmunkált bazalt, andezit, diorit, homokkő és mészkő. A komplexum többtonnás köveit a várostól 40–300 kilométerre fekvő kőbányákból szállították ide, és kötőanyag nélkül, száraz falazással építették. A későbbi inka falazási technológiával összehasonlítva a legszembetűnőbb különbség, hogy Tiahuanaco építői szabályos távolságonként szögletes kváderköveket állítottak, majd a közöttük lévő falszakaszt pontosan faragott és illesztett kisebb kövekkel töltötték ki; illetve a nagyobb épületek köveibe vízelvezető csatornákat (vájatokat) készítettek. Szemben az inka építészet köveivel, a Tiahuanacóban alkalmazott kövek felülete soha sem domború, hanem minden oldalukat tekintve szabályos síkidom. Az építőelemek bonyolult (többszörös negatív faragások, kivágatok), de rendkívül szabályos méretekkel és kialakítással rendelkező kövekből, mintegy "lego"-szerűen illeszkednek egyes falszakaszokon. Különleges a negatív, belső élek használata mind gyakorlati (illesztés), mind ornamentikus okokból, ami technikailag jelenleg is nehéz faragási feladatnak számít. A kövek megmunkálása nagyon pontosan történt, az élek még ma is tökéletesek a kisebb,  hosszú idő alatt letört részletektől eltekintve. Egyes helyeken pár mm széles és mély, teljesen egyenes vágatok húzódnak a kövek felszínén, melyekben pár cm-ként szabályosan sorakozó, apró, azonos átmérőjű furatok látszanak. A falak és a néhol a falakba (utólag?) elhelyezett kőfejek anyaga és megmunkálásuk minősége eltér egymástól. A csatornarendszert vörös homokkőtömbökbe faragták (néhol szabályos henger alakú lyukakat fúrtak a kövekbe), és bizonyos helyeken bronzkapcsokkal (réz–arzén–nikkel ötvözet) rögzítették – ez a technológia teljesen egyedülálló a kor építészetében, ami igen különlegessé teszi a romokat. Ezen kívül feltehető, hogy metallurgiás módszerekkel is rögzíteni voltak képesek a kőtömböket. Az alkalmazás különlegességének oka az, hogy a prekolumbián Amerikában a fémek használata dísztárgyak készítésére korlátozódott, a fémek technikai alkalmazása nagyrészt ismeretlen volt. Nem ismert, hogy ezeket a fémeket hol nyerték ki és készítették elő feldolgozásra és nem ismert ezen ötvözeteknek sem az előképe, nem találták később sem alkalmazásuk nyomait Dél-Amerika indián magaskultúráiban. Ezen kívül ismert, hogy az indiánok főként aranyat használtak, mint fémet.  A kövek felülete sima, lapos; ez biztosította, hogy a barázdákba húzott kötelek segítségével végleges helyükön pontosan beállítsák őket, ha csakugyan köteleket használtak helyükre emelésükkor. A szentélyek jellegzetes kiképzésű tetőszintje kitüntetett szerepet játszott a vallási ceremóniákban, fontos szertartások helyszínéül szolgált. A város leghatásosabb építészeti elemei a vésett díszítések és a hatalmas, egyetlen monolit-tömbökből faragott kapuk. Az egész épületegyüttes szabályos négyszögekre, főleg téglalapokra épül, de az egyik piramis ettől eltérő, fél-csillag alakú volt.

### Kerámiák és kelmék

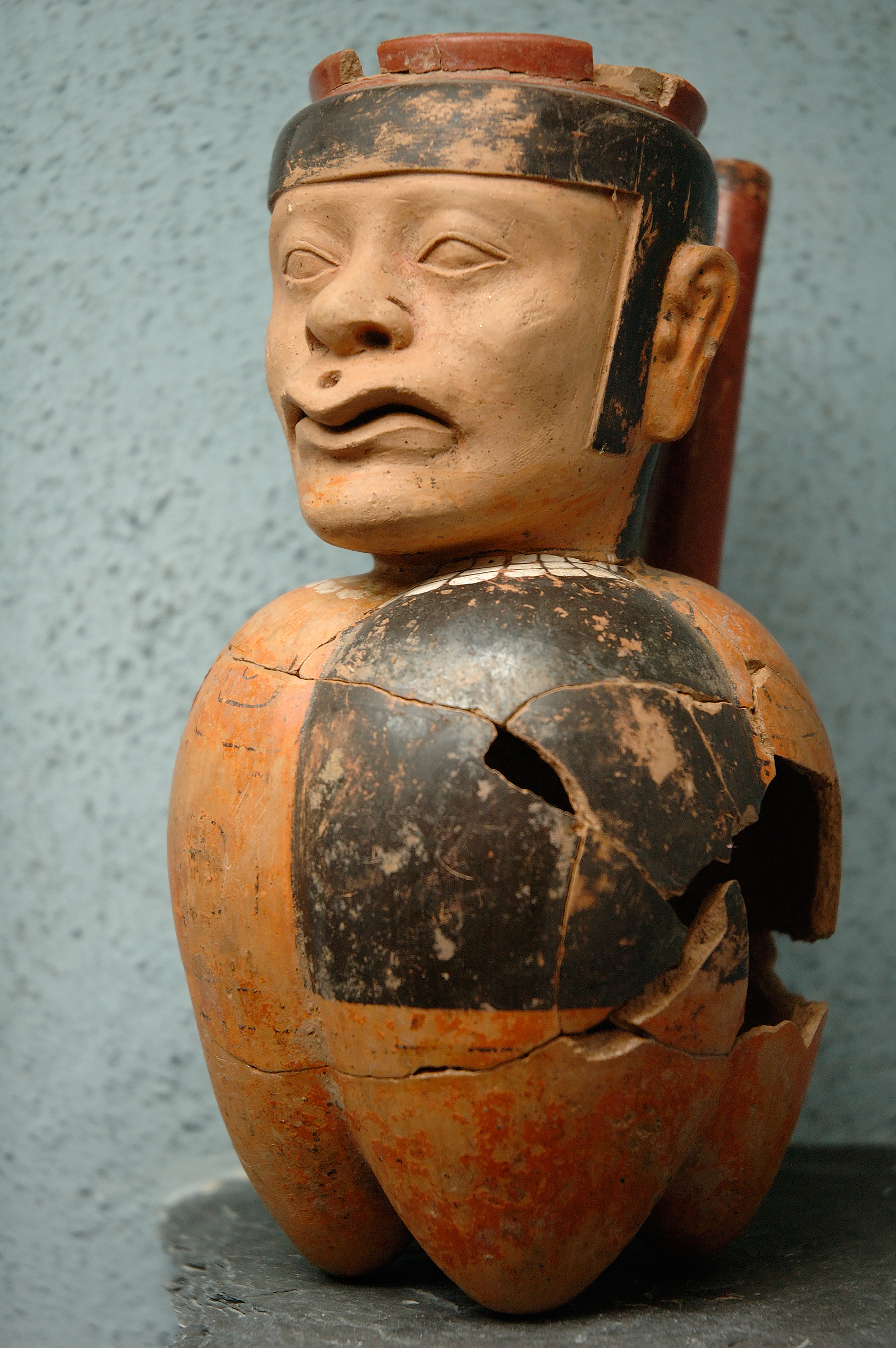
Emberalakos kancsó

A Tiahuanaco-kultúra kerámiái igen jellegzetesek: általában sötétek, fekete, fehér, sárga, szürke és barna színűre festettek. A szépen kidolgozott emberábrázolás és geometrikus minták mellett erősen stilizált puma-, kondorkeselyű- és más madárábrázolásokkal sűrűn mintázottak. A klasszikus Tiahuanaco stílus tisztán nagyon kis területen lelhető fel, de variált megjelenése nyomon követhető az Andok menti civilizáció egész területén. A régészek mai álláspontja szerint a fazekasok legnagyobbrészt állami felügyelet alatt működtek, és a díszesen festett edények (elsősorban a korsók és ivóedények) az állami propaganda eszközei voltak: a közös hit és a megfélemlítő hatalom üzenetét hordozták. A kerámiákon megjelenített állatok a természetfölötti erőket jelképezték, a korsókra festett képeken levágott fejeket, karokat, lábakat, koponyatrófeákat lóbáló állatmaszkos harcosok képei pedig egyértelműen az emberáldozatokra utalnak. (E szimbólumok eredete a Titicaca-tó medencéjében 2200 évvel ezelőtt virágzott Pucara-kultúráig követhető vissza.) Sok cserépedényt kifejezetten ünnepi célokra, áldozati ajándéknak készítettek, azután – a szertartás részeként – mindet összetörték.
A falromok vizsgálati eredményei arra utalnak, hogy alpaka- és lámagyapjúból készült szőttesek díszítették valaha a szentélyek falait. A tiahuanacóiak áldozati ajándékként is használták, azaz elégették ezeket a textíliákat.

## Látnivalók

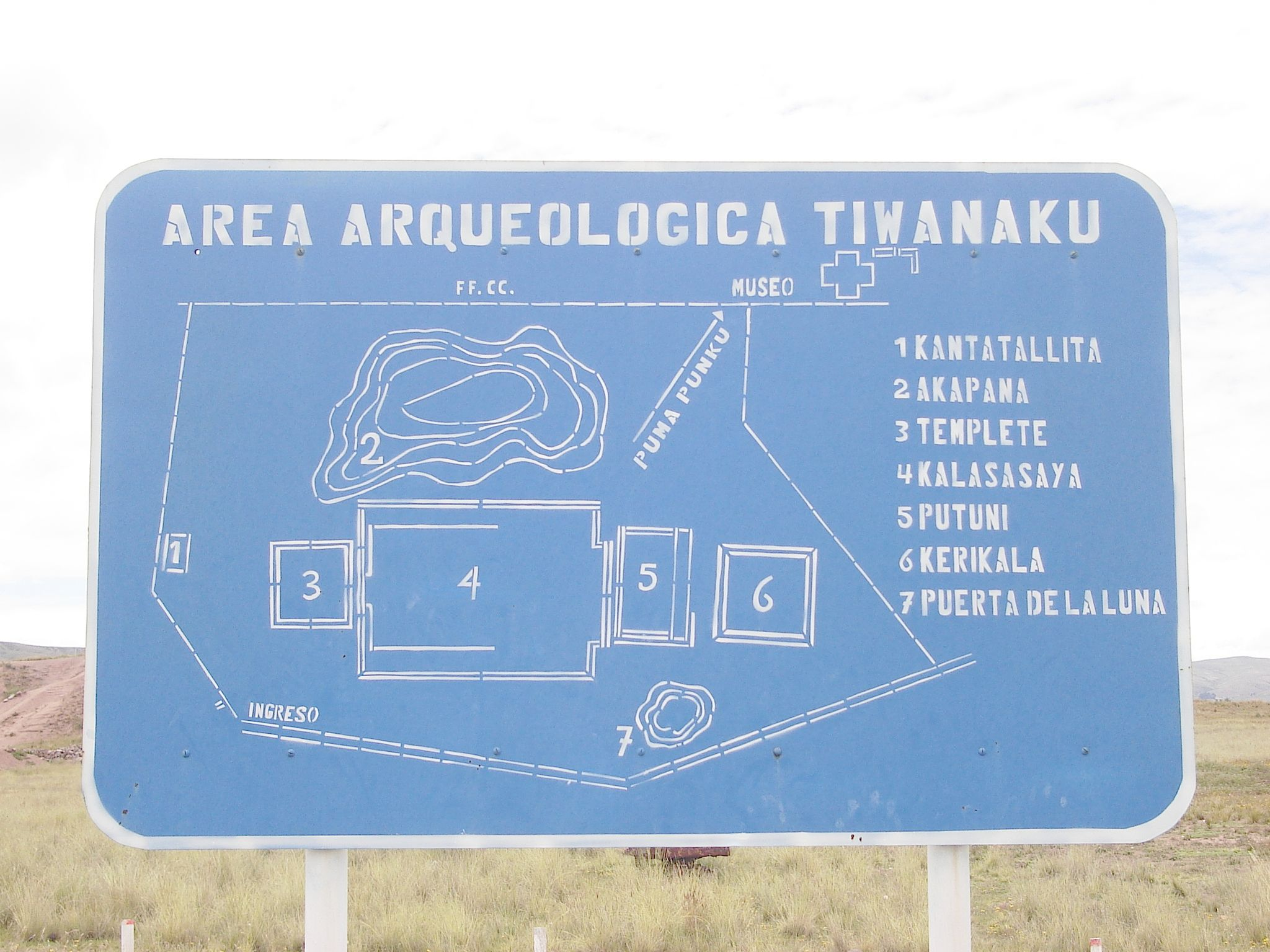
A régészeti terület térképe 2007-ből

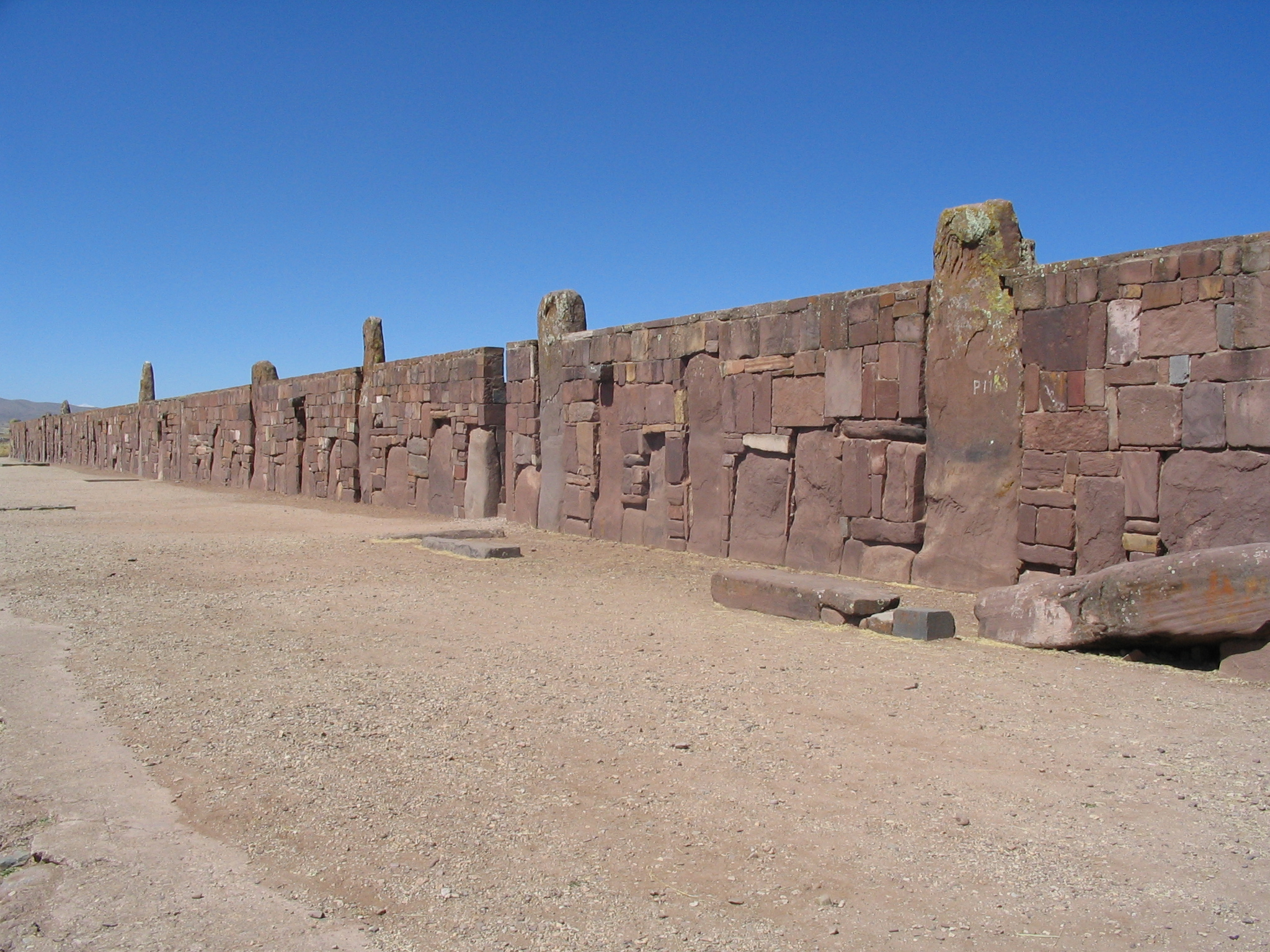
A tiahuanacói falazás – Kalasasaya

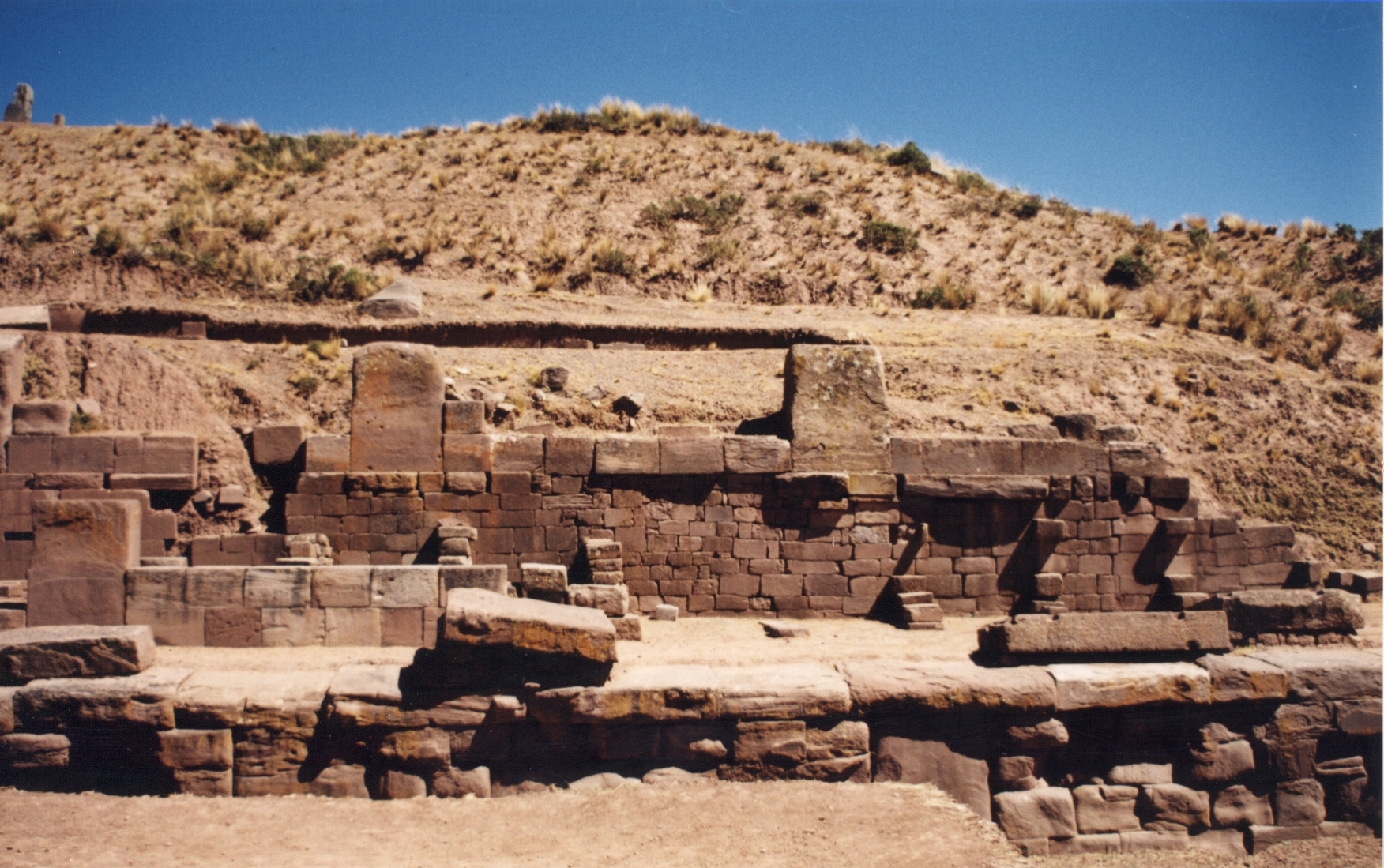
Akapana – csupán a legalsó szint egyik falrészlete maradt épen

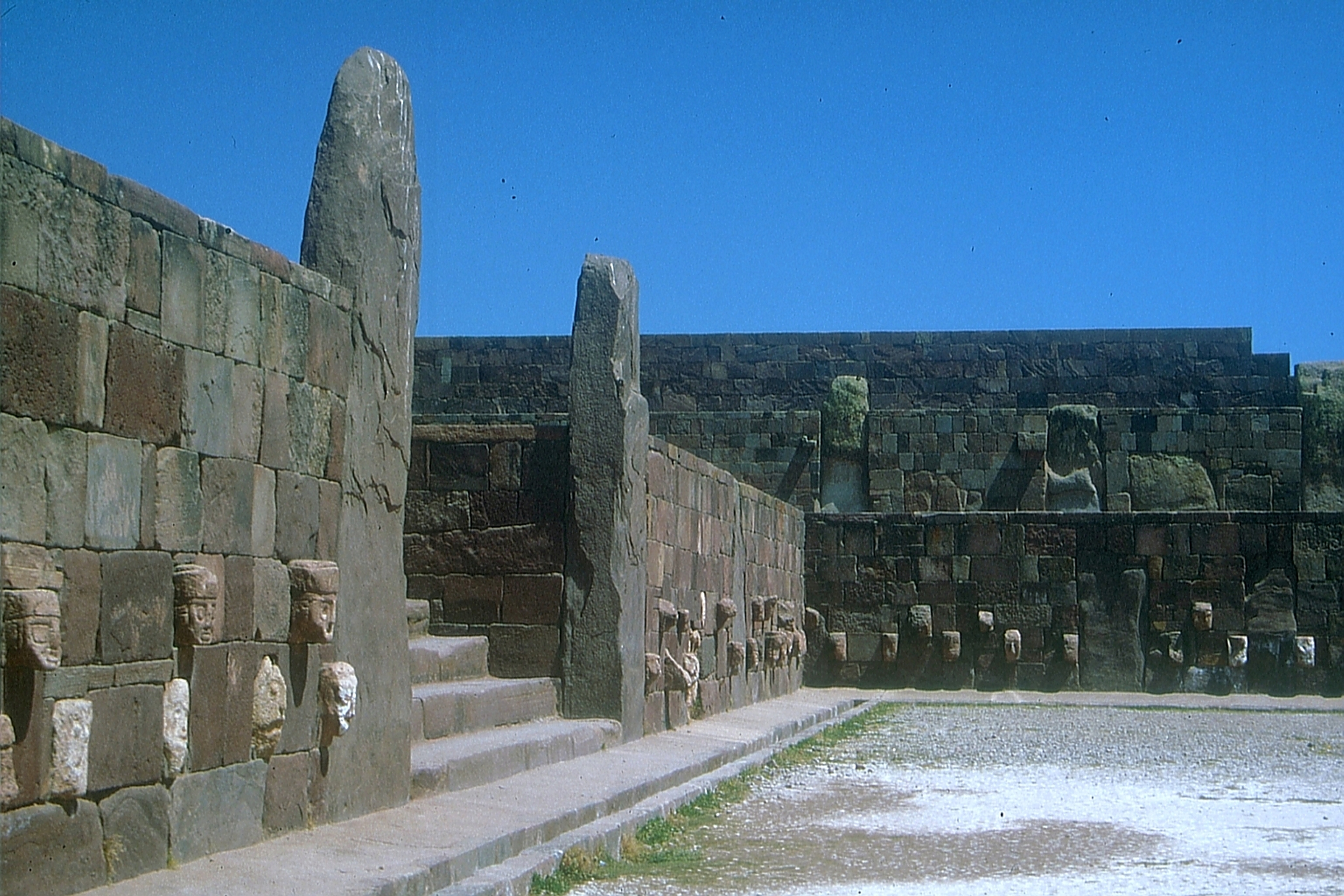
A félig föld alatti templom részlete

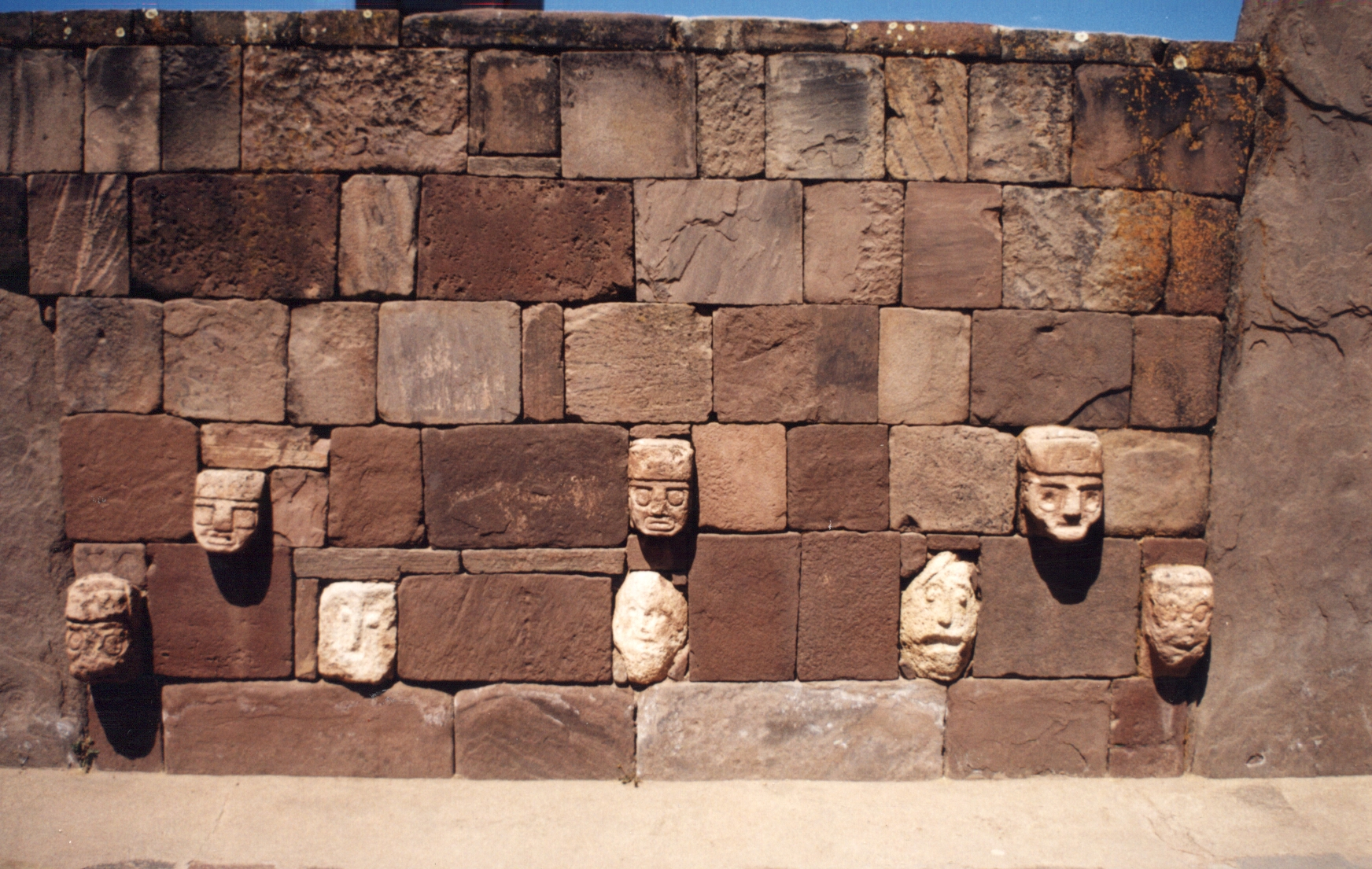
A félig föld alatti templom arcokkal díszített falrészlete

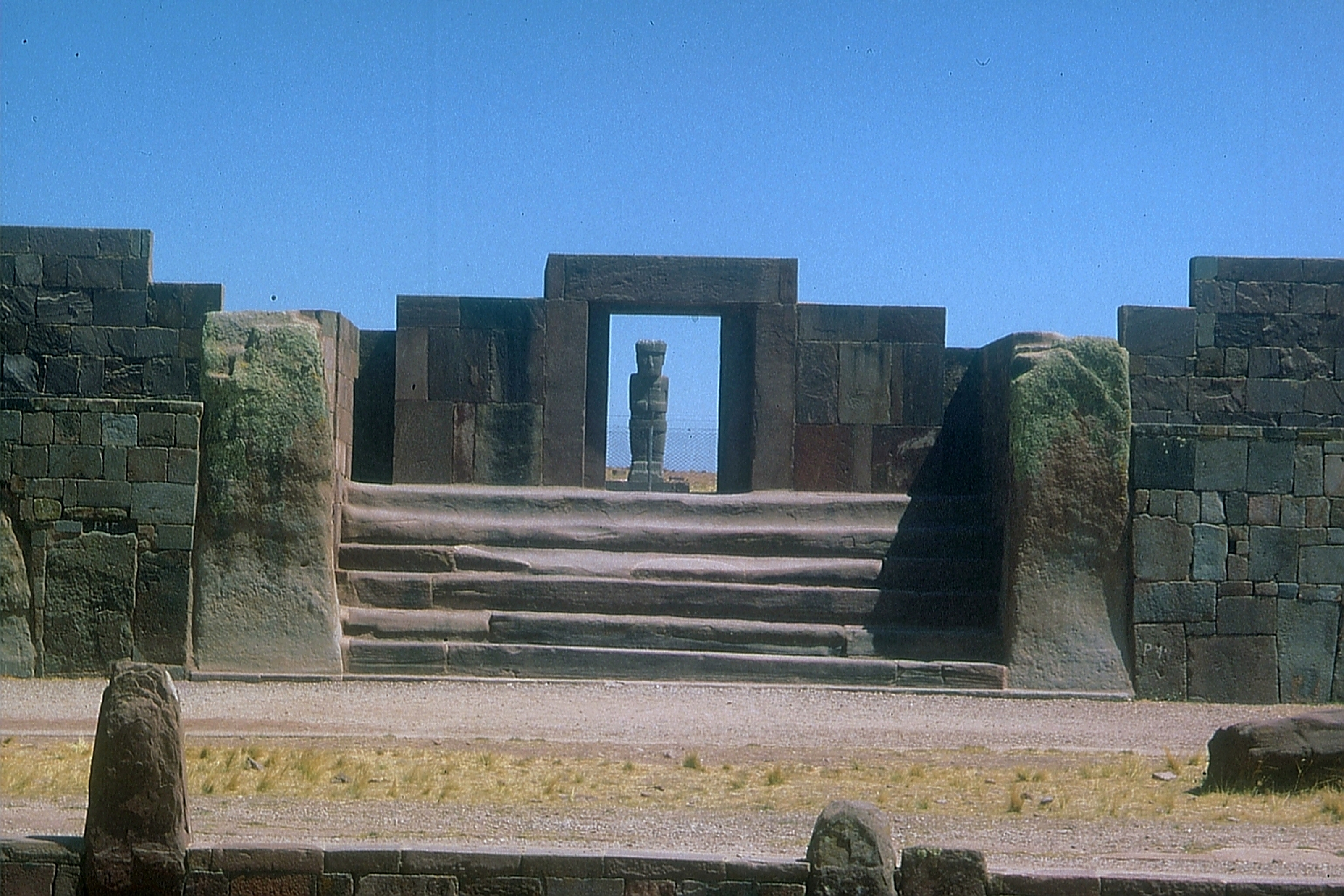
A Kalasasaya bejárata

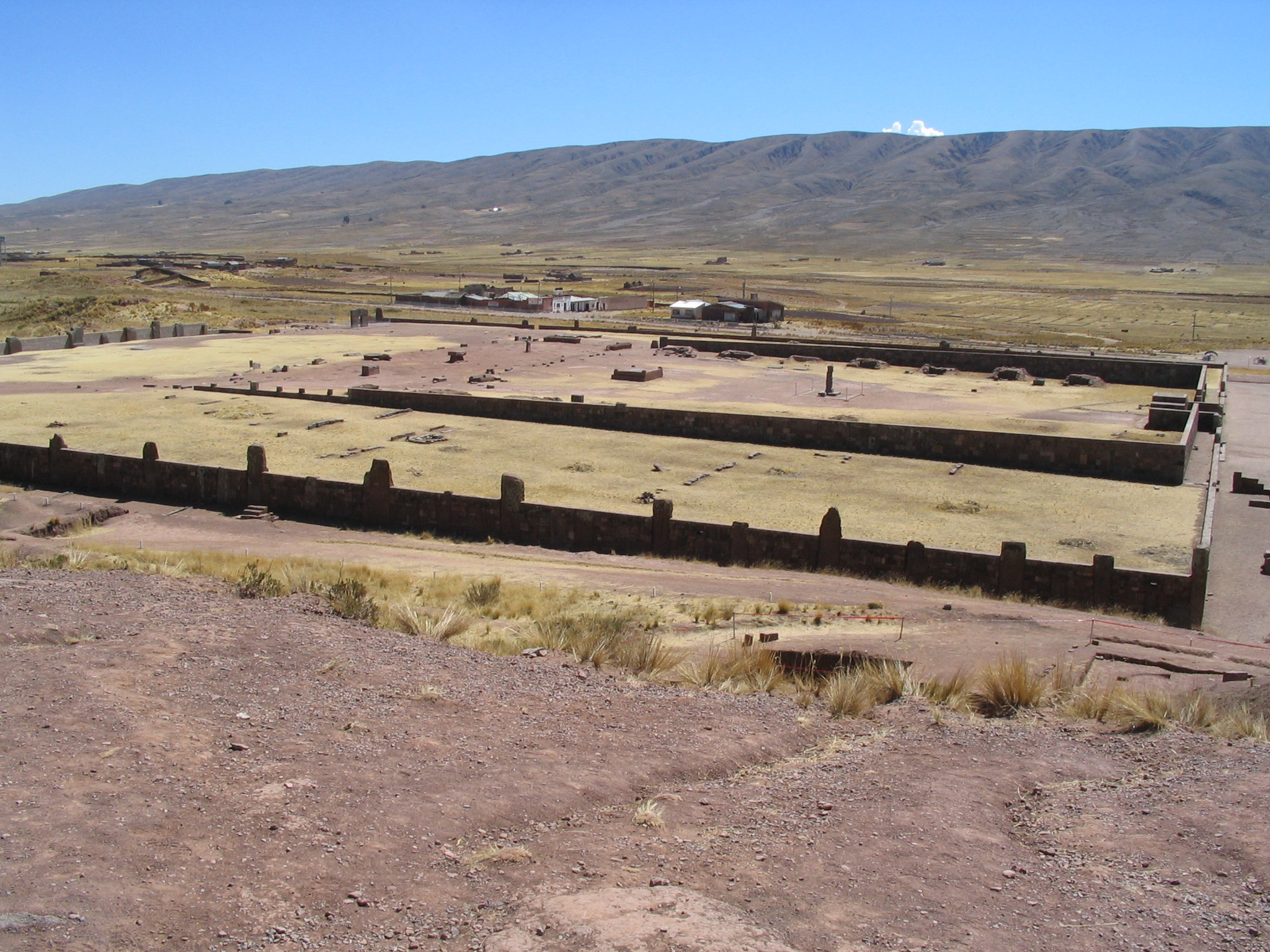
A Kalasasaya

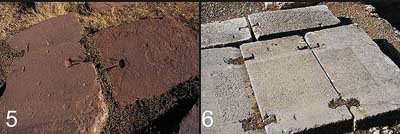
Pumapunku precízen megmunkált építőkövei

Tiahuanaco óriási, régészeti feltárás alatt álló terület. A kutatók sokáig úgy vélték, hogy a város állandó lakosság nélküli, kizárólag szakrális centrum volt, amelyet csak ünnepek és vallási szertartások idején kerestek fel a környék lakói, mert az ásatások során kizárólag közösségi építményeket találtak. Később a kiterjedt mezőgazdaságra utaló nyomok rácáfoltak erre a hipotézisre. Tiahuanaco látogatható részei: a Kantatallita, az Akapana, a kis, félig föld alatti templom, a Kalasasaya, Putuni, Kerikala, a Holdkapu és Pumapunku.

### Kantatallita
A Kantatallita („hajnali fény”) elnevezésű, igen romos állapotban lévő, négyszögletes, 25×14 méteres alapterületű építmény különlegessége, hogy belsejében egy szürke andezittömbből faragott, és földbe süllyesztett ív áll. Az árkád a tiahuanacói épületek íves elemeinek a mintadarabja lehetett. Az ív felületén található mitikus figurákat ábrázoló faragás letisztult, magas művészi értékű ikonográfia. Külső jellegzetességei alapján a régészek úgy vélik, hogy a kő teljes felületét egykor aranylemezek borították,  és a felületén látható külső sérüléseket a várost kifosztó konkvisztádorok okozták, miközben lefeszítették az aranydíszítést.

### Akapana
Az Akapana, a közép-amerikai indián kultúrák legnagyobb teraszos piramisa, amelyet a szomszédos Quimsachata hegy ormait megmintázva építettek éppen hétszintesre. A hat T alakú terasszal ellátott, egykori „szuper impozáns” templom kőlapokkal borított oldalában vízlevezető csatornákat alakítottak ki. Az esős napokon a templomhegyen átdübörgő víz robajától kísérve valószínűleg termékenységi rítusokat és egyéb, emberáldozatokat is bemutató szertartásokat tartottak. Ezt bizonyítják az Akapana környezetéből előkerült torzók, feldarabolt testek maradványai, valamint vérfagyasztó jelenetekkel díszített kerámiatárgyak. Az Akapana keleti és nyugati oldalán egy-egy lépcsősor vezetett fel, melyeket egy 50 méteres folyosó kötött össze. A templomot a sámán-puma tiszteletére emelhették; a felső teraszokat puma- és emberfej ábrázolások díszítik.
Tiahuanaco vallási központját vizesárok vette körül, így lényegében miniatűr tavat hoztak létre, amelynek közepéből szigetként emelkedett ki a 17 méter magas, 200×200 méteres templompiramis, az Akapana. „Tökéletesen átformálták a tájat, beleszőtték vallási meggyőződéseiket” – állítja Alan Kolata, a Chicagói Egyetem régésze, aki az 1970-es évek végétől 1990-ig irányította a tiahuanacói ásatásokat.

### A félig föld alatti templom
Ez a templom egy tető nélküli, teljesen nyitott, csupán falakkal és mesterséges emelkedőkkel körbevett, süllyesztett építmény; 1,8 méter mély, függőleges falakkal határolt, 12 méter hosszú és 9 méter széles udvarszerű terület. Kváderkövekkel burkolt falait 48 magasabb és durvább kidolgozású vörös homokkő oszlop töri meg. A falakon körben, különböző magasságban kőfejeket láthatunk, melyek kiállnak a fal síkjából. A faragott kőfejek azt szokást szimbolizálják, hogy a legyőzött ellenség fejét a templomokban közszemlére tették.

### Kalasasaya
Az Akapanától északra, a félig föld alatti templomtól nyugatra terül el a tiahuanacói megalitikus építészet másik lenyűgöző alkotása, a Kalasasaya (’fölfelé álló kövek’): egy monolitok által körülvett 135×130 méteres magasított, négyzetes tér. Trapézszerű kőtömbökből álló falába szabályos közönként hatalmas, őrszerű monolitokat állítottak. Ezek egyikének magassága 7,5 méter, súlya körülbelül 10 tonna, de a többi is több mint 3,5 méter magas.
„A tudósok véleménye mára általában véve megegyezik abban, hogy az építmény fejlett égi obszervatóriumként funkcionált. A falakban talált struktúrák (sőt valójában maguk a falak is) a jelek szerint különféle csillagcsoportoknak megfelelően épültek, és úgy tervezték őket, hogy megkönnyítsék a Nap nyári, téli, őszi és tavaszi kitéréseinek mérését.”

#### Napkapu
Kalasasaya északnyugati sarkában áll a hatalmas, egyetlen (mára kettétört), szürkészöld andezittömbből faragott 3,75 méter széles, 3 méter magas és 45 centiméter, vastag Napkapu, amit európai kutatók fedeztek fel a XIX. század közepén. Keleti homlokzatán, a kapunyílás fölé vésett úgynevezett naptárfríz a sugaras fejű Virakocsa napistent – a világ teremtőjét, minden ember ősapját – ábrázolja. A domborművön látható szigorú isten éppen leparancsolja a tüzet a mennyből. Kezeiben két, sasfejben végződő botot tart, nyakékét pumafejek díszítik. Alakját lapos, reliefszerű mező öleli körül, Virakocsa felé forduló sematikus mintákkal. A domborművön Virakocsa fejét koronázó sugarakon 12 arc formálódik ki, és az istenalakot körülvevő 3×8-as elrendezésű, geometrikus mintában 30 további futó, vagy térdeplő figura látható. Néhány tudós úgy véli, hogy naptári funkciója van – a 12 hónapot és a hónapok 30 napját jeleníti meg. Egyesek a kőbe vésett motívumok között elefántfej ábrázolásokat is látni vélnek. Ez azért váratlan, mert az Újvilágban ebben az időszakban nem voltak elefántok. Az egyetlen elefántszerű faj a Déli-Andokban az úgynevezett Cuvieronius volt, amely Kr. e. 10 000 körül kihalt.

### Putuni
Putuni, vagy Putuputuni („a hely, ahol  holttestek vannak”) mai nevén a Szarkofágok palotája. A négyszögletes, 55,2×69 méteres alapterületű 1,2 méter magas platformon álló építmény falaiban temetkezési kamrák találhatók, amelyek mind egy központi udvarból nyílnak. Az udvart faragott kőlapokkal burkolták. A kamrák nyílásait egy-egy csúszó kőajtó zárja le, amelyek akkor nyithatóak, ha a kőlap alatti területet nedvesség éri. A platform nyugati végében, körülbelül 2 méter mélyen egy tökéletes csatornarendszert tártak fel a kutatók, amely feltételezetten a szennyvíz elvezetésére szolgált.

### Pumapunku
Az Akapana kelet-nyugati tengelyének vonalán épült az egykori város fő kikötője, Pumapunku („Puma kapu”) – egy hihetetlen pontossággal megmunkált, hatalmas monolitokból álló komplexum. „A lézerprecízséggel vágott kövek úgy illeszkednek egymáshoz, mint egy kirakósjáték elemei (...)” Az Akapanához hasonló, háromszintes templompiramis, valamint az itt feltárt egykori T alakú móló és a hozzá tartozó két, mesterségesen kikotort dokk méretei elképesztőek. A móló mindkét oldala 150 méteres, magassága 5 méter – építőköveinek egyike még mindig a helyén van. A helyszínen számos további kőtömb található, amelyek tömege 100 és 150 tonna körül mozog.
Alexei Vranich, a Pennsylvania Egyetem régésze úgy véli, hogy Pumapunku lehetett az a hely, ahol a városba érkező zarándokok kukoricasört (csicsát) és hallucinogén szereket kaptak, majd rituális színjátékok keretében beavatást nyertek az államvallásba. Csak ezek után léphettek be a vallási övezet szívében álló többi templomba.

## Régészeti feltárása
A terület épületeinek jelentős része igen rossz állapotban van, mivel már közvetlenül Tiahuanaco bukása után megkezdődött a terület kifosztása és  felásása, amit kincsek után kutatva, hozzá nem értő módon végeztek. A rombolás a spanyol megszállás alatt és a gyarmati időkben is folytatódott; a 19. század és a 20. század elején már a köveket is elvitték innen magánépítkezésekhez, és a romos maradványokat katonai éleslövészeti gyakorlatok célpontjaként is használták.
A régészek számára további gondot jelent, hogy a területen jelenleg nincsenek álló épületek; a megmaradt építményeknek csupán az alapjai lelhetők fel, rendkívül gyengén helyreállított falakkal. A helyreállítási munkát az is nehezíti, hogy a romváros egyes épületei funkcióváltáson is keresztülmentek, a régi kövek felhasználásával átépítették őket, így a napjainkban folyó feltárások során vegyes jellegű tárgyak és épületrészek is felszínre kerültek.

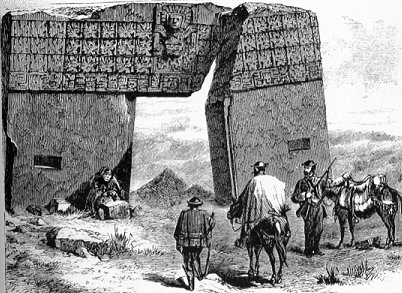
A Napkapu, Ephraim Squier rajza 1877. A rajzon torzítottak az arányok.

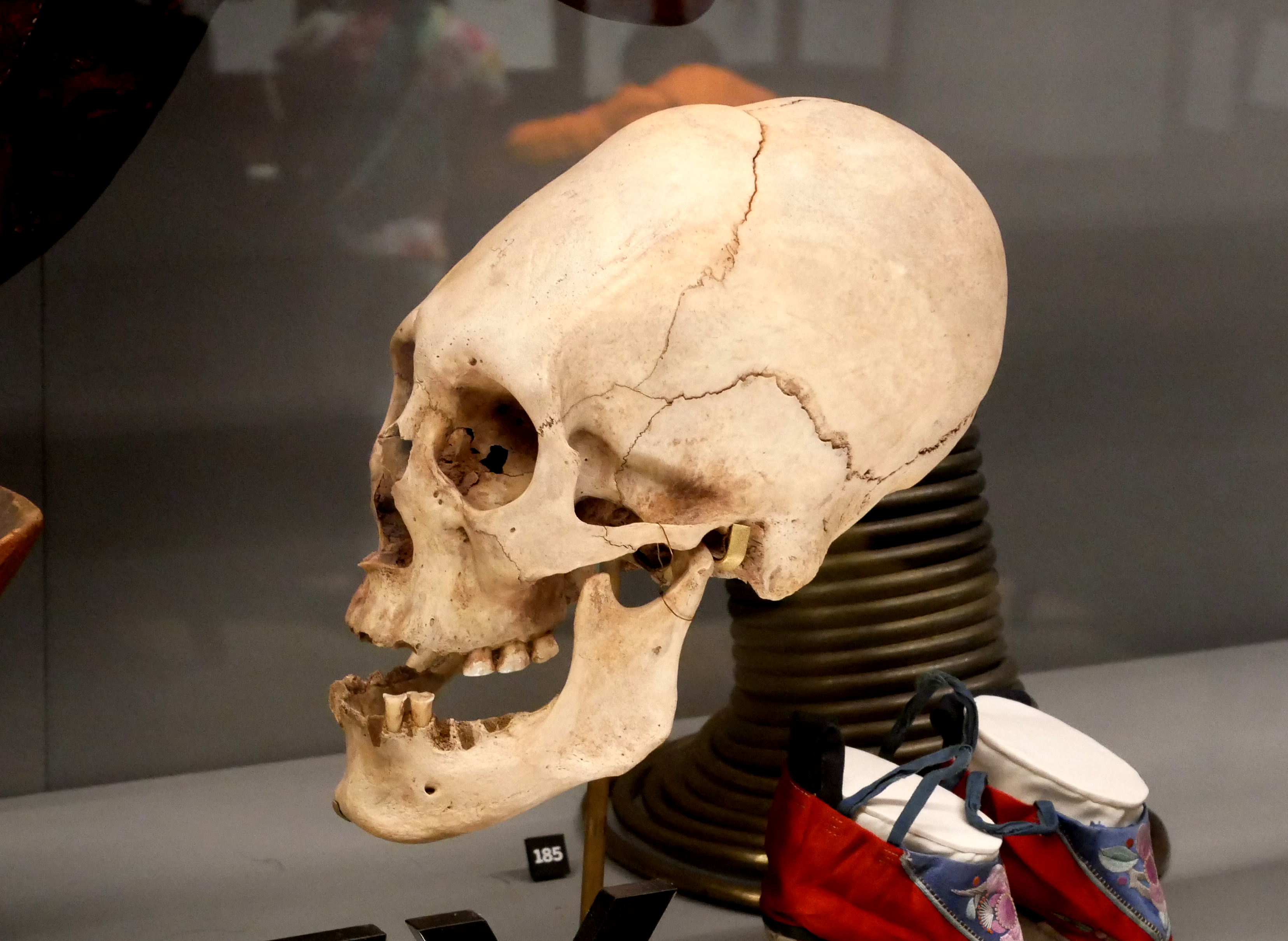
Torzított koponya a Tiahuanaco Múzeumban

Tiahuanaco aprólékos feltárása a 19. század közepén kezdődött meg. Ephraim George Squier az 1860-as években látogatott a romokhoz, később publikálta a helyszínen készített térképvázlatait és rajzait. Alphons Stübel német geológus 1876-ban kilenc napot töltött Tiahuanacóban, és elkészítette a terület pontos méréseken alapuló térképét. Ő is készített rajzokat, valamint papírból megformázott különböző faragványokat és építészeti elemeket. 1892-ben B. von Grumbkow mérnök egy jelentős fotódokumentációt tartalmazó könyvet jelentetett meg, amelyet Max Uhle archeológus, a könyv előszavában a romok első, részletes tudományos bemutatásának nevezett.
A terület modern, tudományos igényű feltárására 1978-tól került sor, Alan Kolata, a chicagói egyetem antropológusa és bolíviai munkatársa, Oswaldo Rivera vezetésével, akik egészen az 1990-es évekig dolgoztak. Nevükhöz fűződik a suka kollus újrafelfedezése, a civilizáció fejlődésének és befolyásának időben történő pontos behatárolása, valamint a tihuanacói civilizáció szárazság miatti bukásának bizonyítása.
Napjainkig számos régész és antropológus dolgozott a város feltárásán, akik e letűnt kultúra és az egykori Tiahuanaco Birodalom maradványait kutatják a Titicaca-tó teljes régiójában. A tudósok véleménye ma még nem egységes. Egyes régészek (például Paul Goldstein), olyan véleményen vannak, hogy a Tihuanaco Birodalom határai túlnyúltak az Altiplano területén, és még a mai perui Moquegua völgyben is voltak birtokai. Az Omo településeken végzett ásatások során hasonló jellegű épületeket tártak fel, mint a tihuanacói templom és a teraszos domb.
Az omói és a tihuanacói ásatások közötti további kapcsolatot bizonyítják a sírokban fellelt hasonló deformáltságú koponyák.
2000 óta Tihuanaco az UNESCO világörökség része, a bolíviai kormány igazgatása alatt áll.
2004-től a bolíviai Archeológiai Hivatal (DINAR, igazgatója Javier Escalante) és a Pennsylvania Egyetem a „PAPA-projekt” (Proyecto Arqueologico Pumapunku-Akapana, magyarul: Pumapunku-Akapana Régészeti Projekt) keretei között folytattak feltárást az Akapana-piramisban és annak környezetében; a közelmúltban pedig a turizmus fellendítése érdekében a bolíviai kormány, a Nemzeti Régészeti Unió engedélyével a lépcsős templompiramis helyreállítása mellett döntött.
2005-2007 között bolíviai régészeti körökben nagy felháborodást váltott ki Harvard Egyetem egyik nyári programja, amely Dr. Gary Urton, a Harvard-, és Dr. Alexei Vranich, a Pennsylvania Egyetem oktatói által vezetett régészeti nyári iskola keretében lehetőséget kínált a hallgatóknak, hogy ásatásokat folytassanak a terület lakóövezetében. A felzúdulás alapja az, hogy az ilyen fontos és kiemelt területek feltárására, mint Tiahuanaco, csakis nagy tapasztalatú, elismert tudósok kaphattak engedélyt, ám a független bolíviai régészek, akik nem tudták igazolni az ásatások finanszírozásához szükséges források meglétét, gyakorlatilag soha. Hogyan kaphatott ásatási engedélyt a Harvard gyakorlatilag képzetlen hallgatókból álló csoportja? A nemzetiségi és politikai mellékzöngéket sem nélkülöző Tiahuanaco-botrány gyorsan elült, a projekt irányítói válasz nélkül hagyták a kérdéseket.
Az Akapana-piramis állami beruházásban kivitelezett felújítása 2009 őszén, az UNESCO kifogásai miatt félbeszakadt. A felújítás ugyanis gyakorlatilag abból állt, hogy a piramist vályogfallal borították be anélkül, hogy megbizonyosodtak volna arról, hogy ezzel az eljárással vajon visszaállítható-e a piramis eredeti állapota. Az építményt ért károkat felülvizsgáló José Luis Paz szerint a probléma egyrészt az, hogy senki nem tudja, hogy az építmény eredetileg miként nézhetett ki; másrészt az új fal statikai károkat okozhat, ugyanis a plusz tehertől összeomolhat az eredeti épületmaradvány. A hatóságok megvédték a renoválást: szerintük a piramist eredeti formájában állították helyre.

## Kisfilm
- A titokzatos és érdekes Tiahuanaco romjai és Pumapunku (The Mysterious And Intriguing Ruins Of Tihuanaco And Pumapunku) (angol nyelven). Youtube video. (Hozzáférés: 2010. február 2.)

## További irodalom
- Geoffrey McCafferty: Dél-Amerika precivilizációi
- Karen Wise: Az Andok államai és birodalmai
- Várkonyi Nándor. Sziriat oszlopai. Budapest: Magvető Kiadó (1972)

### Angol nyelven
- Hans S.Bellamy: The calendar of Tiahuanaco – a disquisition on the time measuring system of the oldest civilization in the world. , Faber & Faber, London. 1956
- Karen Olsen Bruhns: Ancient South America, Cambridge University Press, Cambridge, UK, 1994 (angolul)
- Marc Bermann: Lukurmata Princeton University Press, 1994, ISBN 978-0-691-03359-4 (angolul)
- Jean-Pierre Protzen and Stella E. Nair: On Reconstructing Tiwanaku Architecture, The Journal of the Society of Architectural Historians, Vol. 59, No., 3 (Sep., 2000), pp. 358–371, Published by: Society of Architectural Historians (angolul)
- Rebecca Stone-Miller: Art of the Andes: from Chavin to Inca, Thames and Hudson Ltd., London, c. 1995 and 2002  (angolul)
- John Wayne Janusek: Identity and Power in the Ancient Andes: Tiwanaku Cities Through Time, London and New York: Routledge, 2004, ISBN 0-415-94634-4 (angolul)
- David M.Jones: The illustrated history of the Incas – the extraordinary story of the lost world of the Andes, chronicling the ancient civilizations of the Paracas, Chavin, Nasca and Moche and other tribes and cultures of ancient South America., Southwater, London, 2007,  ISBN 1-84476-369-2 (angolul)

### Német nyelven
- Edmund Kiss: Das Sonnentor von Tiwanaku und Hörbigers Welteislehre. Leipzig 1937.
- Bertrand Flornoy: Rätselhaftes Inkareich – die Geschichte des großen Indianervolkes. Füssli, Zürich, 1956
- Helene Gerov, (et al.): Technik aus vor-inkaischen Kulturen – Tiahuanaco., H.Gerov, Wien, 1995
- Henri Stierlin: Die Kunst der Inka und ihrer Vorläufer – von Valdívia bis Machu Picchu. Belser, Stuttgart 1997, ISBN 3-7630-2349-6
- Doris Kurella: Kulturen und Bauwerke des alten Peru. Kröner, Stuttgart, 2008,  ISBN 978-3-520-50501-9
- Walt Becker: Missing Link. Thriller. Droemer Knaur, München, 2008, ISBN 978-3-426-50003-3. (németül)